# Private Life (singolo)
Private Life, è un brano musicale del 1980 scritto da Chrissie Hynde, leader del gruppo britannico The Pretenders originariamente inserito nell'omonimo album di debutto.
Nello stesso anno fu realizzata una cover pubblicata su singolo dalla cantante giamaicana Grace Jones, inserita nell'album Warm Leatherette.

## Descrizione
Private Life fu pubblicato come terzo singolo estratto dall'album, e fu un esempio della radicale svolta musicale della Jones che, abbandonò il suo personaggio di icona disco, per affrontare un repertorio incentrato sul reggae, punk rock e new wave.
Il singolo fu il primo in assoluto ad entrare in classifica nel Regno Unito, fermandosi alla posizione diciassette. Sul lato B del singolo era presente un'altra cover, She’s Lost Control, originariamente registrata dai Joy Division che non fu inserita nell'album. Entrambi i brani sono stati remixati e rieditati per il singolo da 7" con la versione da 4:38 di Private Life. Nei Paesi Bassi fu inserito il brano in lingua francese Pars, contenuto come traccia finale dell'album.
Per la promozione della compilation del 1985 Island Life, il brano fu ripubblicato su singolo in versione remix, con My Jamaican Guy sul lato b.

## Video musicale
Il video della canzone, diretto da Mike Mansfield, mostra la Jones indossare in primo piano una maschera che riproduce le sue fattezze, mentre canta direttamente alla telecamera. La clip è stata girata in un'unica ripresa, senza alcun montaggio

## Tracce
- 7" single (1980)

A. "Private Life" – 4:37
B. "She's Lost Control" – 3:45
- NL 7" single (1980)

A. "Private Life" – 4:36
B. "Pars" – 4:05
- 12" single (1980)

A. "Private Life" (Long Version) – 6:19
B. "She's Lost Control" (Long Version) – 8:25
- 7" single (1986)

A. "Private Life" – 3:57
B. "My Jamaican Guy" – 4:16
- 12" single (1986)

A1. "Private Life" – 7:00
A2. "My Jamaican Guy" – 6:00
B1. "Feel Up" – 6:14
B2. "She's Lost Control" – 5:45